# Druk Air
Druk Air (Dzongkha: འབྲུག་མཁའ་འགྲུལ་ལས་འཛིན།, Wylie: 'brug mkha' 'grul las 'dzin) – narodowe bhutańskie linie lotnicze z siedzibą w Paro. Głównym węzłem jest port lotniczy Paro.
Linie te zostały założone w roku 1981, siedem lat po przybyciu pierwszych zagranicznych gości. W 1983 roku uruchomiła pierwsze międzynarodowe loty (do Kalkuty) z lotniska w Paro, używając samolotu Dornier Do 228. Następnie linia zmieniła go na BAe146 w listopadzie 1988 roku, a ostatecznie na dwa Airbusy A319 w 2004.
Samoloty linii lotniczych Druk Air latają z Paro do pięciu innych państw: Bangladeszu, Indii, Nepalu,   Tajlandii oraz Singapuru.